# 교황 시신니오
교황 시신니오(라틴어: Sisinnius PP., 이탈리아어: Papa Sisinnio)는 제87대 교황(재위: 708년 1월 15일 - 708년 2월 4일)이다.
시신니오는 시리아 태생으로, 부친의 이름은 요한이다. 시신니오가 교황으로 선출될 당시에 금 42 파운드와 은 310 파운드 그리고 기타 다른 성직자들에게 소량의 기부를 받은 것으로 볼 때 아마도 귀족 출신은 아니었던 것으로 추정된다.
시신니오는 로마가 아직 동로마 제국의 영토였던 시절에 교황으로 선출된 교황으로서, 교황 요한 7세가 선종한 후 3개월 후에 후임자로 선출되었다. 그의 착좌식은 708년 1월 15일에 거행되었다.
시신니오의 재위기간은 고작 20일에 불과하였다. 전해지는 바에 의하면, 심한 통풍으로 스스로 음식을 먹을 수 없을 지경에 이르렀지만, 강한 성품을 지녔으며, 로마 시민들을 걱정한 선량한 성품을 지녔다고 한다. 그의 얼마 되지 않은 활동 가운데 하나는 코르시카를 위해 그곳의 주교를 임명하여 축성한 것이었다. 시신니오는 또한 랑고바르드족과 사라센족의 침입에 대응하기 위해 무너진 로마 외벽을 복구하기 위해 석회를 바를 것을 지시하였다. 시신니오가 계획한 로마 성벽의 복구는 그의 후임자인 교황 그레고리오 2세가 실천으로 옮겼다.
시신니오는 사후 성 베드로 대성전에 안장되었다. 그가 선종한 후 2개월이 지난 후에 교황 콘스탄티노가 뒤를 이었다. 콘스탄티노도 시신니오와 마찬가지로 시리아 태생으로, 아마도 두 사람은 형제지간이었던 것으로 보인다.